# 埃德溫 (阿拉巴馬州)
埃德溫（英語：Edwin）是一個位於美國阿拉巴馬州亨利縣的非建制地區。該地的面積和人口皆未知。

## 地理
埃德溫的座標為31°39′56″N 85°22′31″W / 31.66555°N 85.37527°W，而該地的平均海拔高度為118米（即387英尺）。